# Virtuelle Werbung

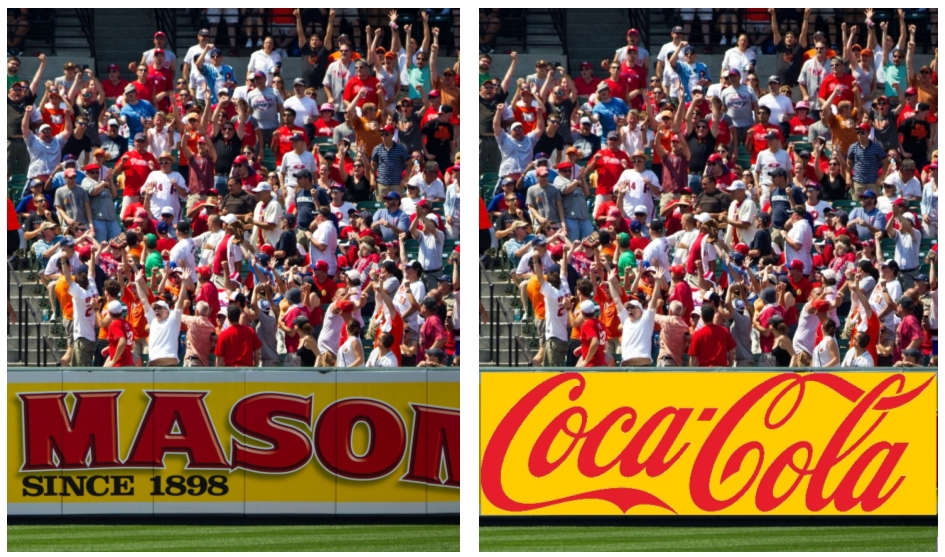
Zeitgleich aufgenommene Bandenwerbungen (fiktives Beispiel): links Original-Stadionwerbung, nur für Zuschauende im Stadion sichtbar, rechts virtuelle Fernsehwerbung, nur für Zuschauende im Fernsehen sichtbar

Die virtuelle Werbung ist eine Art von Werbung in audiovisuellen Medien, insbesondere in Fernsehsendungen, die mittels digitaler Technik für die Zuschauenden des betreffenden Mediums sichtbar ist, jedoch nicht für die Zuschauenden am Veranstaltungsort. Meistens werden hierbei real existierende Flächen mit Firmenlogos oder Schriftzügen überblendet. Bei Sportübertragungen ermöglicht diese Technik, die im Stadion vorhandene Bandenwerbung durch eine andere Werbung zu ersetzen oder auch neben dem Tor, beziehungsweise auf dem Rasen, ein Logo einzublenden, um somit unterschiedliche Werbezielgruppen erreichen zu können.
Virtuelle Werbung basiert auf künstlicher Intelligenz. Da die Technik vollständig auf Software-Basis funktioniert, erfordert sie weder spezielle LED-Banden noch zusätzliche Kameras. Speziell ausgebildete Fachkräfte werden ebenfalls nicht benötigt.
Allerdings tritt gelegentlich ein unerwünschter Nebeneffekt auf. Wenn die Spielerinnen oder Spieler zu dicht an die Banden herankommen, sieht es im Fernsehen so aus, als würden sie in den Banden verschwinden.

## Rechtliche Definition und Anwendungsvorschriften
Gemäß der Satzung zur Durchführung der Werbevorschriften des Medienstaatsvertrags vom 19. Februar 2021, § 8, ist unter dem Einfügen virtueller Werbung in Sendungen das Ersetzen einer am Ort der Übertragung ohnehin bestehenden Werbung durch eine eingeblendete andere Werbebotschaft zu verstehen.
In Deutschland sind die Möglichkeiten virtueller Werbung durch enge Vorschriften begrenzt. Laut § 7 Abs. 6 des Rundfunkstaatsvertrags, in dem virtuelle Werbung geregelt ist, wird das Einfügen virtueller Werbung in Sendungen nur dann als zulässig erachtet, wenn am Anfang und am Ende der betreffenden Sendung optisch oder akustisch darauf hingewiesen wird und durch die virtuelle Werbung eine am Ort der Übertragung ohnehin bestehende Werbung ersetzt wird. Durch diese Vorgaben soll verhindert werden, dass bei der Übertragung eines Ereignisses nicht vorhandene Werbeflächen virtuell erzeugt werden und somit neue Werbeflächen geschaffen werden. Außerdem darf statische Werbung nicht durch bewegliche ersetzt werden.
Seit der Fußball-Saison 2018/19 ist virtuelle Bandenwerbung bei internationalen Liveübertragungen von Spielen der ersten und zweiten Bundesliga gestattet.

## Internationale Verbreitung
Während in der Bundesliga und in der Ligue 1 immer noch reale Werbebanner zum Einsatz kommen, verwenden unter anderem die niederländische Eredivisie und die italienische Serie A bereits virtuelle Banner.
Nach eigener Aussage ist die Bundesliga die weltweit erste Liga, welche virtuelle Werbung auf LED-Banden eingeführt hat. Schon seit August 2018 verwendet Borussia Dortmund virtuelle Bandenwerbung bei allen Heimspielen. In den Folgejahren setzten auch der FC Bayern München (seit der Saison 2020/2021) sowie Borussia Mönchengladbach, Hertha BSC und der FC Augsburg virtuelle Bandenwerbung ein.
Bis heute ist der Einsatz virtueller Werbung noch nicht weltweit verbreitet. Neben den USA und China ist Deutschland eines von nur drei Ländern, in denen virtuelle Bandenwerbung zum Einsatz kommt.
In Europa ist die Fußball-Europameisterschaft 2024 der Männer das erste internationale Großereignis, bei dem die UEFA virtuelle Bandenwerbung flächendeckend während der Fernsehübertragungen verwendet.